# Hydrotaea bella
Hydrotaea bella este o specie de muște din genul Hydrotaea, familia Muscidae, descrisă de Couri, Pont și Penny în anul 2006.
Este endemică în Madagascar. Conform Catalogue of Life specia Hydrotaea bella nu are subspecii cunoscute.